# Chris Haywood

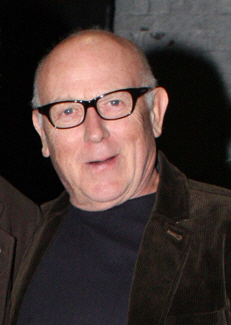
Chris Haywood

Chris Haywood, född 24 juli 1948 i Billericay, Essex, är en brittisk skådespelare verksam i Australien.
Haywood gick i skola i England och flyttade 1970 till Australien. Hans första TV-uppträdande var år 1972 i The Aunty Jack Show och första filmroll år 1974 i Peter Weirs film The Cars That Ate Paris. Haywood spelade år 1985 huvudrollen som den cancerdrabbade vietnamveteranen Turner som stämmer Australiens regering i A Street to Die; rollprestationen belönades med Australian Film Institute Award för bästa manliga huvudroll. Samma år spelade han en biroll som Terris våldsamma exmake Kim i Dušan Makavejevs film The Coca-Cola Kid. Han har även uppträtt i filmer som Malcolm (1986), Muriels bröllop (1994) och Shine (1996).